# Фокс-Стрэнгуэйс, Джайлз, 6-й граф Илчестер
Джайлз Стивен Холланд Фокс-Стрэнгуэйс, 6-й граф Илчестер (англ. Giles Stephen Holland Fox-Strangways, 6th Earl of Ilchester; 31 мая 1874 — 29 октября 1959) — британский пэр и филантроп. Он носил титул учтивости — лорд Ставордейл с 1874 по 1905 год.

## Происхождение и образование
Родился 31 мая 1874 года. Старший сын Генри Фокс-Стрэнгуэйса, 5-го графа Илчестера (1847—1905), и леди Мэри Элеоноры Энн Доусон (1852—1935), дочери Ричарда Доусона, 1-го графа Дартри. Он получил образование в Итонском колледже и в колледже Крайст-Черч в Оксфорде.
С марта 1902 года — лейтенант Колдстримской гвардии.

## Карьера
6 декабря 1905 года после смерти своего отца Джайлз Фокс-Стрэнгуэйс унаследовал титулы 6-го графа Илчестера, 6-го лорда Илчестера, 6-го лорда Илчестера и Ставордейла.
Джайлз Фокс-Стрэнгуэйс занимал посты мирового судьи и заместителя лейтенанта графства Дорсет. Он был награжден Орденом Почётного легиона и Орденом Британской империи в 1919 году.
В 1922—1959 годах лорд Илчестер был попечителем Национальной портретной галереи и Британского музея с 1931 по 1959 год.
Член Королевской комиссии по историческим памятникам Англии в 1939—1959 годах, президент Лондонской библиотеки в 1940—1952 годах, президент Королевского литературного фонда в 1941—1951 годах, президент член клуба «Роксбург» в 1940 году и стюард жокейского клуба в 1937—1940 годах.
Лорд Илчестер был награжден Орденом Большого креста Британской империи в 1950 году.

## Холланд-хаус
Лондонский дом семьи, Холланд-хаус, был построен в 1605 году и сгорел во время Блица. В 1952 году разрушенное здание и пятьдесят два акра земли были проданы графом Илчестером Совету Лондонского графства за 250 000 фунтов стерлингов. Земля и сады стали Холланд-парком, значительной общественной зеленой зоной в Кенсингтоне . Он написал различные работы по истории дома, в том числе:
- Fox-Strangways, Giles (6th Earl of Ilchester), The House of the Hollands 1605—1820, London, 1937
- Fox-Strangways, Giles (6th Earl of Ilchester), Chronicles of Holland House, 1820—1900, London, 1937
- Fox-Strangways, Giles (6th Earl of Ilchester), Catalogue of pictures belonging to the Earl of Ilchester at Holland House, London, 1904

## Брак и дети

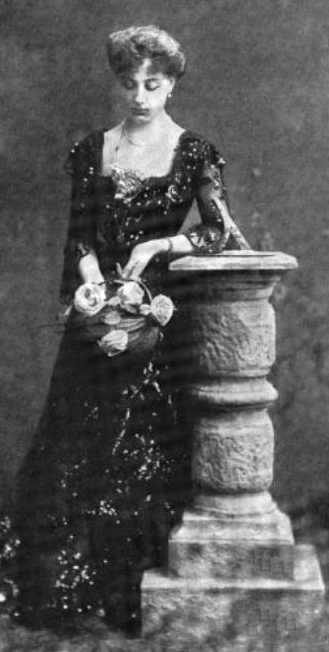
Леди Хелен Вейн-Темпест-Стюарт, супруга 6-го графа Илчестера

25 января 1902 года в церкви Святого Петра на Итон-сквер в Лондоне лорд Илчестер женился на леди Хелен Вейн-Темпест-Стюарт (8 сентября 1876 — 14 января 1956), единственной дочери Чарльза Вейн-Темпеста-Стюарта, 6-го маркиза Лондондерри, и леди Терезы Сюзи Хелен Толбот (1856—1919). На свадебной церемонии присутствовали принц Артур, герцог Коннахтский и Страттернский, его дочь принцесса Маргарет Коннаутская и принц Джордж, герцог Кембриджский.
У супругов было четверо детей:
- Леди Мэри Тереза Фокс-Стрэнгуэйс (23 января 1903 — 26 января 1948), в 1924 году вышла замуж за сэра Джона Герберта.
- Эдвард Генри Чарльз Джеймс «Гарри» Фокс-Стрэнгуэйс, 7-й граф Илчестер (1 октября 1905 — 21 августа 1964), старший сын и преемник отца.
- Достопочтенный Джон Дензил Фокс-Стрэнгуэйс (21 марта 1908 — 28 июня 1961), не женат.
- Леди (Мэйбл) Эдит Фокс-Стрэнгуэйс (17 февраля 1918—1995), в 1938 году она вышла замуж за Айвора Гросвенора Геста, 2-го виконта Уимборна.

Графиня Илчестер умерла в январе 1956 года в возрасте 79 лет. Лорд Ильчестер скончался в октябре 1959 года в возрасте 85 лет. Его старший сын Эдвард (известный как «Гарри») унаследовал графский титул.